# Kościół Wniebowzięcia Najświętszej Maryi Panny w Pleśnej
Kościół Wniebowzięcia Najświętszej Maryi Panny – rzymskokatolicki kościół parafialny znajdujący się w Pleśnej, w powiecie tarnowskim województwa małopolskiego.

## Historia
Świątynia została zbudowana w latach 1924-30 według projektu Franciszka Mączyńskiego. Kościół zbudowano obok starego, drewnianego, który przeniesiono w 1938 roku do Żelichowa. Wokół starego kościoła znajdował się cmentarz, po którym pozostał grobowiec rodziny Dietlów z Rzuchowej. Jest w nim pochowany Franciszek Dietl, brat Józefa Dietla – profesora UJ, prezydenta Krakowa, właściciela Rzuchowej i Woźnicznej.

## Architektura i wyposażenie
Budowla reprezentuje styl modernistyczny. Kościół jest murowany, wybudowany z kamienia i otynkowany. Składa się z trzynawowego, bazylikowego korpusu z transeptem i prezbiterium. Po bokach prezbiterium są umieszczone dobudówki mieszczące zakrystię i kaplicę. Z przodu znajduje się czworokątna wieża, nakryta neobarokowym dachem hełmowym z latarnią. Wnętrze nakrywają stropy kasetonowe i sufit. Prezbiterium, transept i nawę główną nakrywają dachy dwuspadowe; na dachu znajduje się wieżyczka na sygnaturkę.
Do wyposażenia wnętrza należą cztery ołtarze, chrzcielnica i ambona w stylu barokowym, pochodzące z wcześniejszej świątyni. W ołtarzu głównym jest umieszczony obraz Wszystkich Świętych, namalowany w stylu barokowym w XVII wieku. W ołtarzu bocznym znajduje się obraz Chrystusa Miłosiernego z XVII wieku. Organy o 25 głosach zostały wykonane przez firmę „Biernacki" w 1958 roku. Świątynia posiada również kropielnicę kamienną oraz dzwon odlany w XVII wieku.

## Galeria

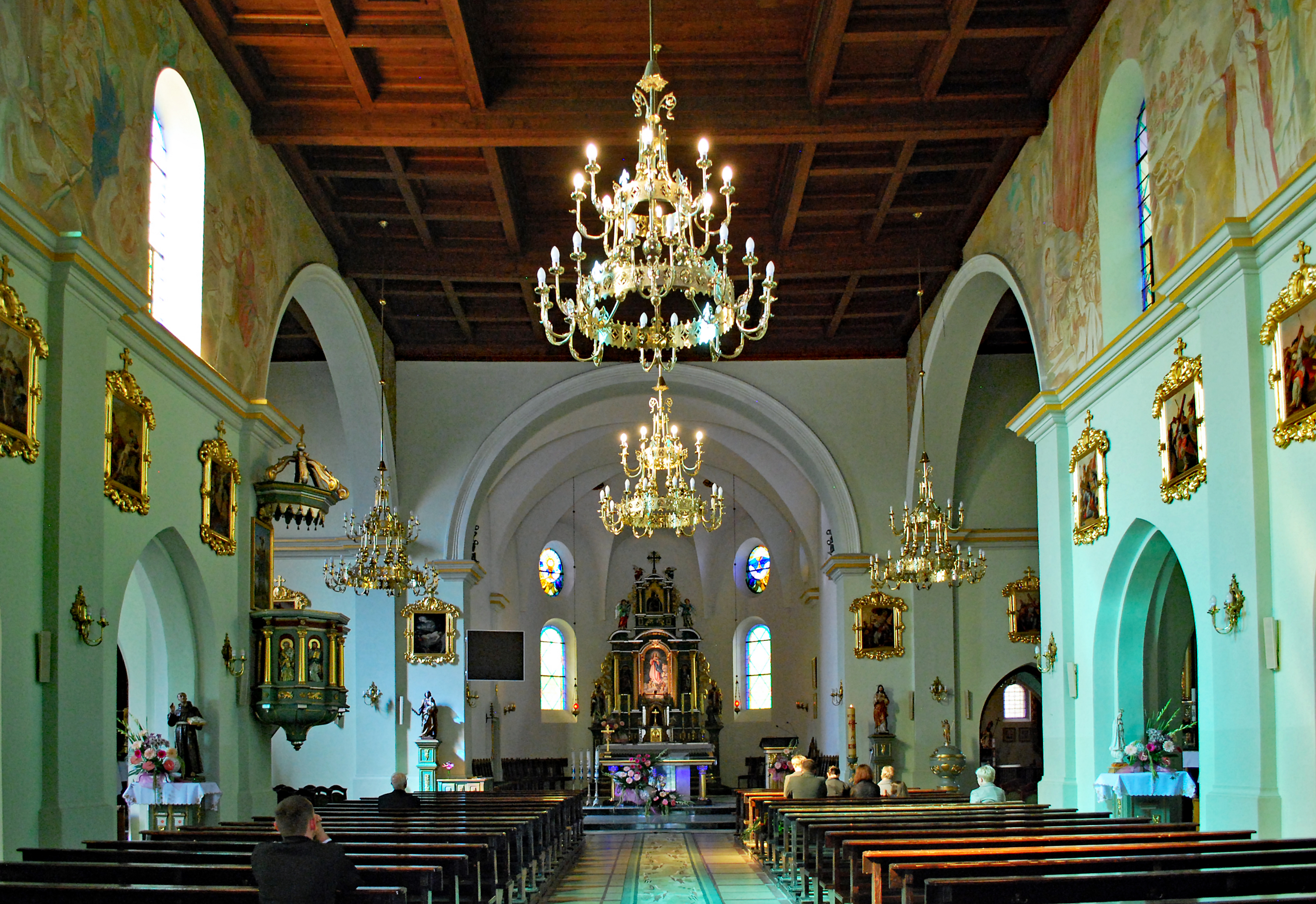
Wnętrze kościoła.
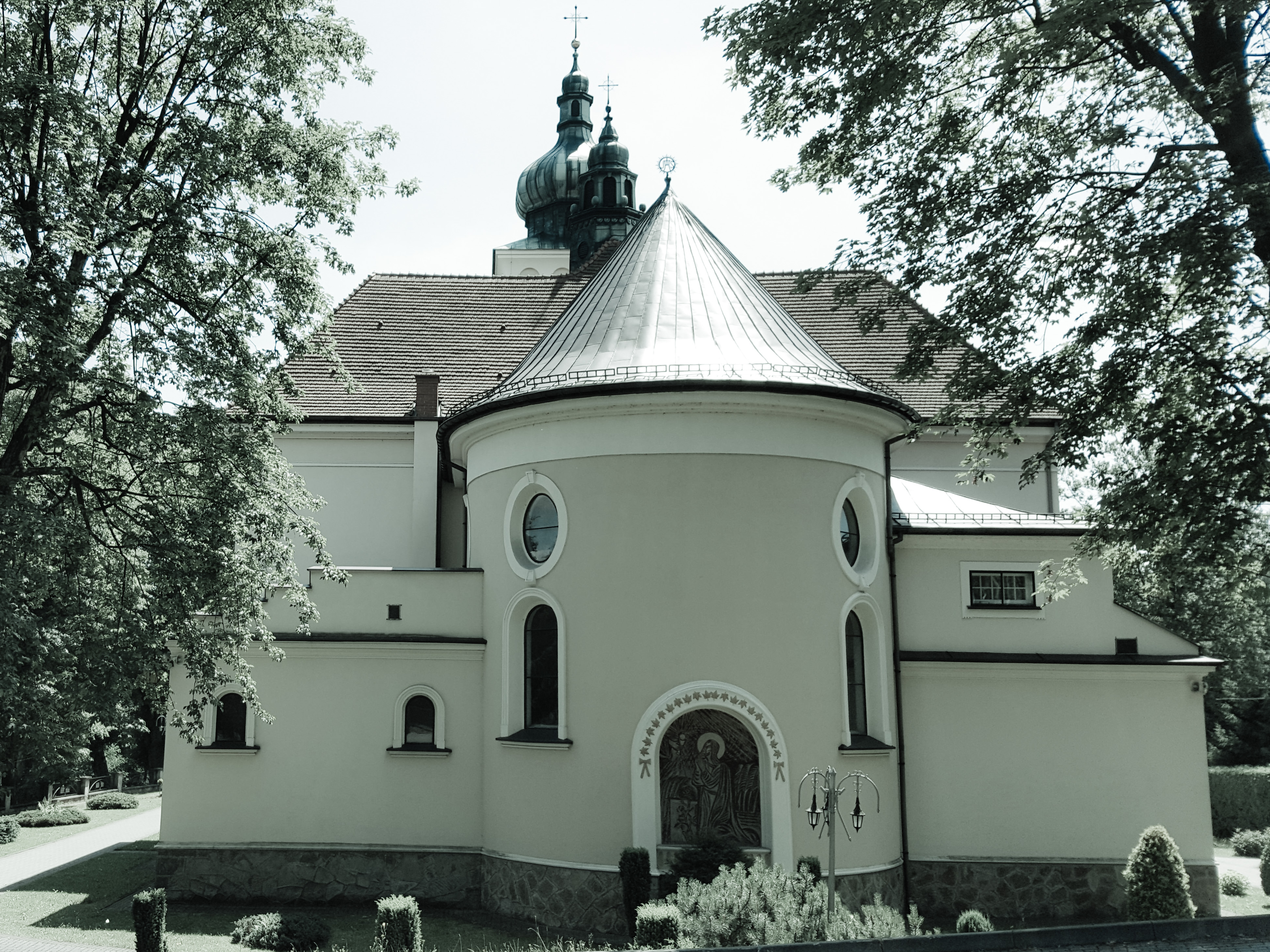
Widok od strony prezbiterium.
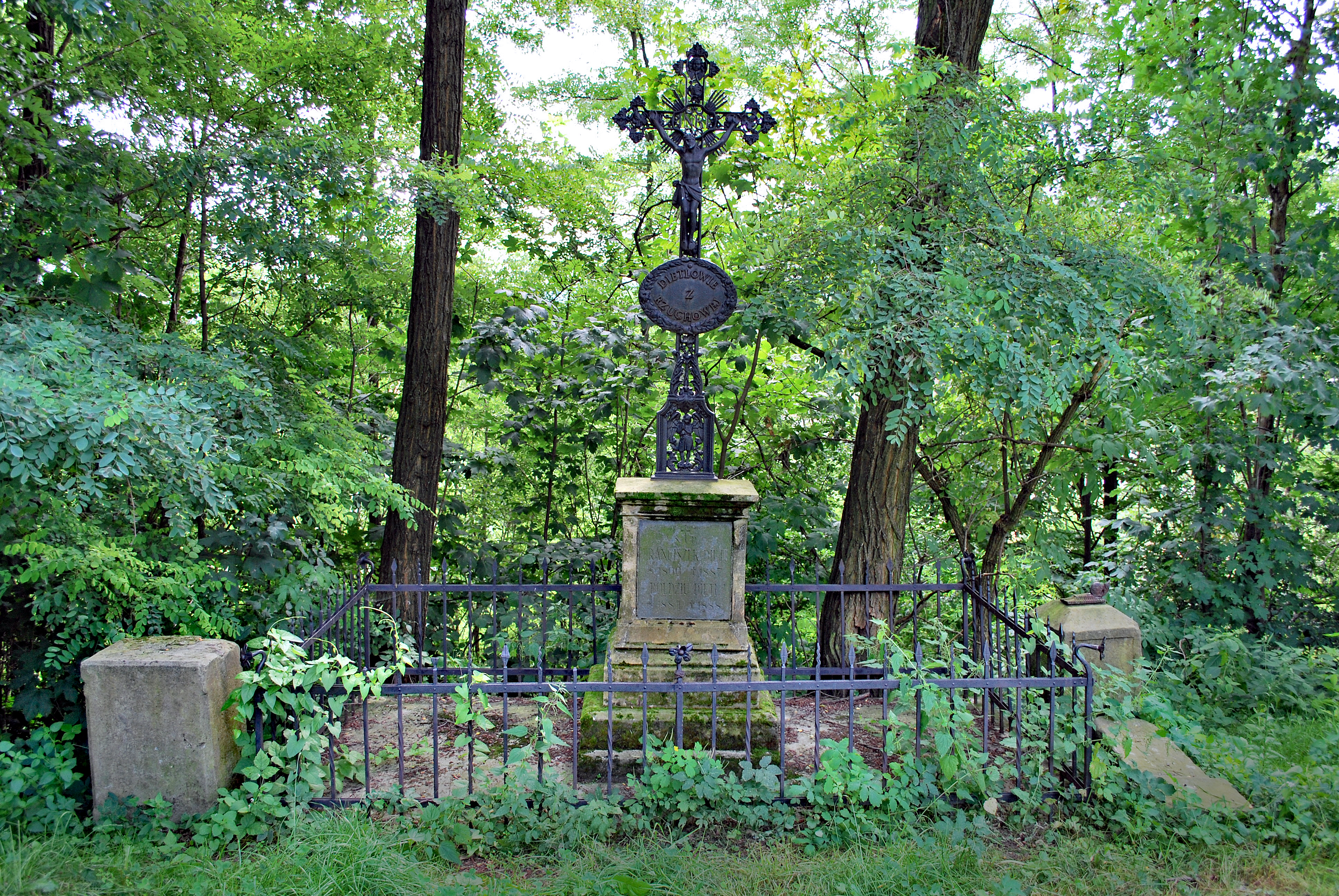
Grobowiec Dietlów z Rzuchowej.

## Źródła
- Bogusław Krasnowolski Leksykon zabytków architektury Małopolski, Wydawnictwo Arkady, Warszawa 2013, ISBN 978-83-213-4744-8